# Alem Ćurin
Alem Ćurin (Split, 8. rujna 1953. – Split, 15. prosinca 2020.) bio je strip-autor i crtač, slikar, skulptor, ilustrator, grafički dizajner i pisac.

## Životopis
Porijeklom vezan za Hvar, rođen je i odrastao u Splitu, na Bačvicama. Maturirao je u splitskoj gimnaziji "Natko Nodilo" te nakon mature upisuje više fakulteta, ali se na kraju odlučuje na studij grafike na Akademiji likovnih umjetnosti u Zagrebu. Godine 1978. prekida studij i vraća se u Split da bi se posvetio stripu. Tijekom 1980-ih povremeno objavljuje u omladinskim listovima Omladinska iskra i Studenski list, a jednu je godinu proveo radeći kao ribar na kočarici. Neko vrijeme provodi u Parizu kao "umjetnički emigrant", a u Split se vraća 1987. godine. Početkom 1991. postaje grafički dizajner za HNK u Splitu; autor je većine plakata kazališne produkcije za HNK te Splitsko ljeto sve do kraja devedesetih. Te iste godine postaje suradnik Profila, podlistka Nedjeljne Dalmacije, kao ilustrator i grafički urednik, a tijekom te godine osniva i samostalnu grafičku radionicu Think Ink. Godine 1993. nakon kontroverzne privatizacije Slobodne Dalmacije prelazi u najnagrađivaniji hrvatski tjednik Feral Tribune gdje ostaje do prestanka izlaženja lista 2008. U društvu Ivice Ivaniševića i Ante Tomića 1997. godine pokreće kulturni časopis Torpedo, klicu iz koje je kasnije izrastao FAK. Član je i neformalne književne skupine "Utorkaši" te suautor zbirki kratkih priča koje skupina izdaje. Posljednjih dvadesetak godina povremeno objavljuje tekstove o stripu i njegovim fenomenima u različitim tiskovinama (Feral Tribune, Slobodna Dalmacija, Zarez, Kvadrat). Danas je stalni suradnik Novosti. Također je autor serije od 10 plakata za 59. Splitsko ljeto 2013. godine.
Kao samoprozvani striper koji se nikada nije prestao baviti autorskim stripom, Ćurin ga drži svojom prvom profesionalnom ljubavi, premda u tom mediju nije doživio veći uspjeh. Iza njega je preko tisuću političkih i ostalih ilustracija, ali većina njegovih stripova je ili neobjavljena ili izložena u galerijama.

## Nagrade
- 1981.: 3. nagrada za strip, Montreal
- 1983.: Nagrada za instalaciju, Splitski salon, Split
- 2004.: 2. nagrada za strip, Crtani romani šou, Zagreb
- 2008.: Grand Prix, Međunarodni salon stripa, Beograd